# Мерчисонська радіоастрономічна обсерваторія
Мерчисонська радіоастрономічна обсерваторія (англ. Murchison Radio-astronomy Observatory, MRO) — австралійська обсерваторія, заснована в 2009 році й підпорядкована CSIRO. Розташована в зоні радіотиші поблизу станції Буларді в ширі Мерчисон у Західній Австралії, приблизно за 800 км на північ від Перта на землях австралійського народу ваджаррі.
Це один з двох основних майданчиків міжнародного проєкту Square Kilometer Array (другий — у Південній Африці). У межах цього проєкту до 2012 року створено два пристрої для тестування технологій майбутнього великого радіотелескопа:
- Мерчисонська широкопольна решітка (англ. Murchison Widefield Array, MWA), низькочастотна решітка, що працює в діапазоні частот 80–300 МГц
- ASKAP (англ. Australian Square Kilometre Array Pathfinder).

У грудні 2022 року почалося будівництво головного великого телескопа SKA. Місце офіційно назвали Inyarrimanha Ilgari Bundara, що мовою ваджаррі означає «ділитись небом і зорями».
В обсерваторії також працюють кілька менших приладів, не пов'язаних із SKA: CORE, EDGES, PAPER, SCOPE.

## Історія

### Зона радіотиші (2005)
У квітні 2005 року Австралійське управління зв'язку та ЗМІ визначило обсерваторію захищеною зоною радіотиші, а в липні 2011 року введено посилену зону радіотиші. Початково зона радіотиші обмежувалась радіусом 70 км навколо обсерваторії (так звана «внутрішня зона»). У цьому радіусі ліцензії на радіообладнання видавали тільки за схвалення радіообсерваторії. Посилену зону радіотиші розширили з радіуса 70 км до 150 км. Станом на 2020 рік зовнішня «координаційна» зона простягається до радіуса 260 км. У зоні радіотиші діють обмеження на використання всього обладнання радіозв'язку, зокрема телевізійних передавачів, мобільних телефонів, Сі-Бі-радіо та інших радіопередавачів, щоб не створювати перешкод радіотелескопам.
Станом на 2020 рік CSIRO й місцева влада досліджували та обговорювали різні можливості доступу в інтернет, наприклад, невелику мобільну мережу або використання оптичного волокна.

### Створення обсерваторії (2009)
У 2009 році CSIRO за 5,42 мільйона австралійських доларів придбав станцію Буларді площею 340 000 га, діючу на той час станцію для худоби. Того ж 2009 року на придбаній ділянці заснували Мерчисонську радіоастрономічну обсерваторію.
До 2012 року обсерваторія вже включала Мерчисонську широкопольну решітку й ASKAP.

## Землекористування
CSIRO та ASKAP співпрацювали з народом ваджаррі яматджі, щоб продовжити наукові проєкти, поважаючи культурні потреби традиційних власників землі, а також забезпечити певні переваги для них, зокрема крихітної та віддаленої громади австралійських аборигенів піа ваджаррі, поруч зі станцією Буларді. Протягом кількох років до 2020 року тривали переговори перед підписанням угоди про землекористування корінним населенням між народом ваджаррі та CSIRO під керівництвом федерального Департаменту промисловості, інновацій та науки.
З представниками ваджаррі обговорюють такі питання, як культурне значення території та будівництво інфраструктури з мінімальним порушенням ландшафту. Люди ваджаррі можуть вільно пересуватися по території, якщо вони дотримуються радіотиші.
Станція Буларді більше не використовується як станція для вирощування великої рогатої худоби, а її власники покинули регіон приблизно у 2014 році. На сусідній станції Вулін є житло для гостей, і власники співпрацюють з місцевою владою, щоб розвивати її туристичний потенціал. Одним з планів на порядку денному є інтерпретаційний центр у Мерчисоні, за 100 км від Мерчисонської радіоастрономічної обсерваторії.

## Телескопи

### ASKAP
ASKAP (англ. Australian Square Kilometer Array Pathfinder, австралійський прокладач шляху для решітки квадратного кілометра) був створений CSIRO і складається з 36 однакових антен діаметром 12 метрів кожна, які працюють разом як єдиний інструмент. Поєднання високої швидкості огляду та високої чутливості ASKAP дозволить відповісти на деякі фундаментальні питання про утворення та ранню еволюцію Всесвіту, а також перевірити теорії космічного магнетизму й передбачення загальної теорії відносності. Офіційне відкриття закладу відбулося 5 жовтня 2012 року.

### Мерчисонська широкопольна решітка
Мерчисонська широкопольна решітка (англ. Murchison Widefield Array, MWA) — це спільний проєкт міжнародного консорціуму університетів зі створення низькочастотної радіоматриці, що працює в діапазоні частот 80–300 МГц. Основними науковими цілями є виявлення випромінювання нейтрального атомарного водню з космологічної епохи реіонізації, вивчення Сонця, геліосфери, іоносфери Землі та вивчення радіотранзієнтів. Мерчисонська широкопольна решітка є першим так званим масивом великого N, який повністю перехресно корелює сигнали від 128 фазованих фрагментів із 16 перехрещених диполів кожний. Велике за стандартом астрономічних інструментів поле зору становить близько 30 градусів у поперечнику.

### Square Kilometre Array
Square Kilometre Array (масив квадратного кілометра), зазвичай відомий як SKA, — це проєкт радіотелескопа, який виконується міжнародною робочою групою, починаючи з вересня 1993 року. У 2012 році вирішено, що для телескопів використають два місця: одне в Мерчисоні в Австралії, а друге в Південно-Африканській Республіці, тоді як штаб-квартира організації буде розташована у Великій Британії. Мерчисонська широкопольна решітка і ASKAP розглядаються як попередники основного телескопа SKA, причому обидва вони (разом з південноафриканськими телескопами MeerKAT і HERA) надають корисну наукову інформацію, водночас допомагаючи в остаточному проєктуванні, розробці та тестуванні основного телескопа SKA.
Будівництво головного телескопа на цьому місці розпочалося 5 грудня 2022 року. Місце дістало назву Inyarrimanha Ilgari Bundara, що означає «ділитись небом і зорями» мовою ваджаррі. Цей телескоп містить 100 000 антен, побудованих на ділянці розміром 74 км. Орієнтовна дата завершення будівництва телескопа — 2028 рік.

## Експериментальні проєкти
У Мерчисонській радіоастрономічній обсерваторії також працюють кілька менших експериментів — CORE, EDGES, PAPER і SCOPE.

### EDGES

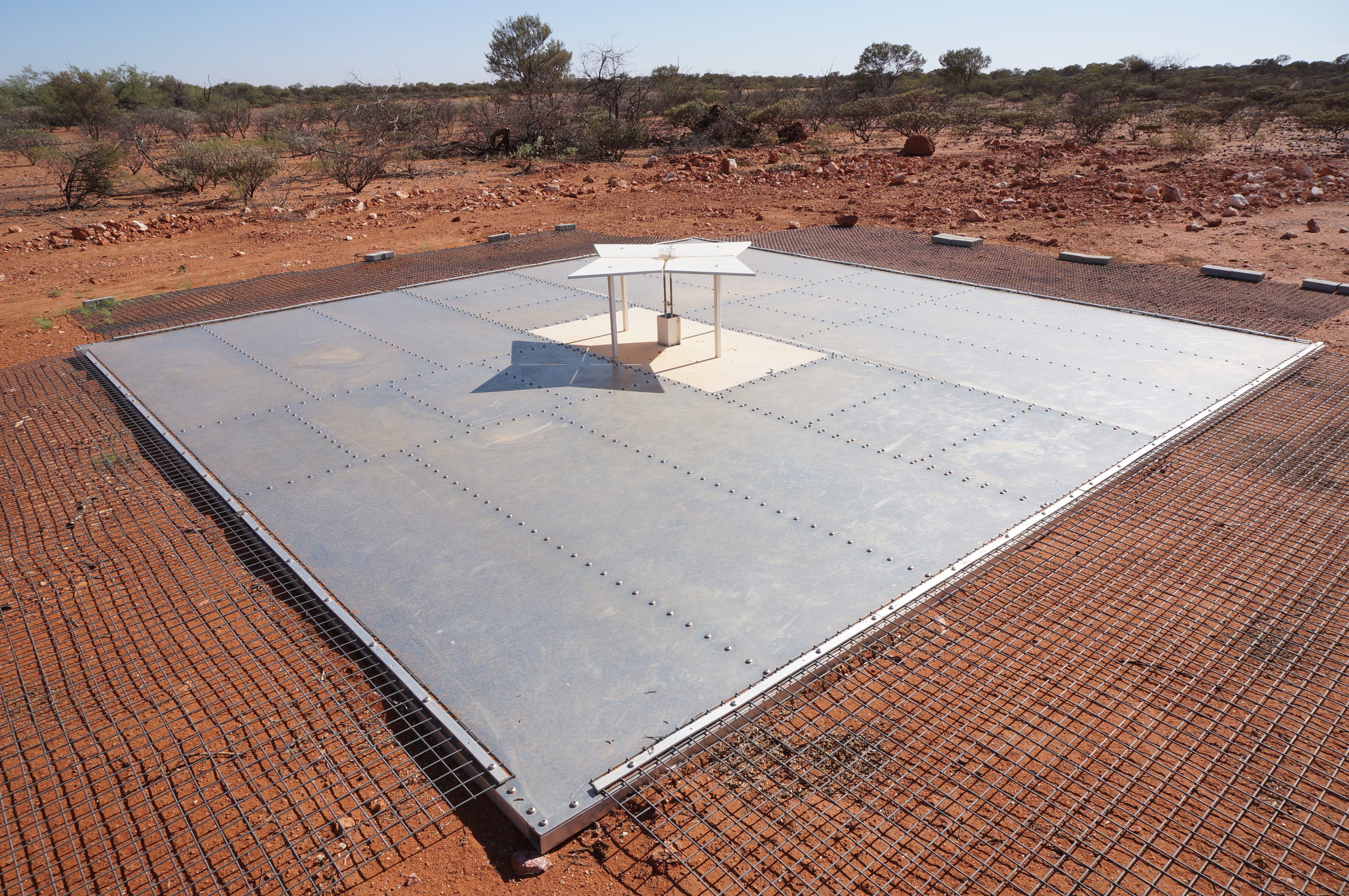
Антена та підсилювач із низьким рівнем шуму для експерименту EDGES

EDGES (Experiment to Detect the Global Epoch of Reionization Signature, Експеримент із виявлення сигнатури глобальної епохи реіонізації) — це радіотелескоп, який розробляють Обсерваторія Гейстек Массачусетського технологічного інституту та Університет штату Аризона для точних вимірювань яскравісної температури неба між 50 МГц і 200 МГц. Його наукова мета — виявлення глобальної (у середньому за небом) червонозміщеної лінії нейтрального водню 21 см від епохи реіонізації, що на таких частотах відповідає діапазону червоних зміщень 27 {\displaystyle >z>} 6.